# 苻宏
苻 宏（ふ こう、? - 405年）は、五胡十六国時代前秦の皇族。第3代君主苻堅の嫡子であり、母は皇后苟氏である。字は永道。兄に第4代君主苻丕（但し異母兄）がおり、弟に平原公苻暉・広平公苻熙・鉅鹿公苻叡・河間公苻琳・中山公苻詵がいる。

## 生涯

### 天王太子となる
永興元年（357年）6月、父の苻堅が天王位に即くと、天王太子に立てられた。
建元元年（365年）7月、匈奴の右賢王曹轂・左賢王劉衛辰が前秦に反旗を翻すと、苻堅は自ら精鋭部隊を率いて討伐に赴き、苻宏は衛大将軍李威・左僕射王猛の補佐の下長安の留守を預かった。
建元6年（370年）11月、苻堅が前燕併呑を目論んで鄴へ向けて親征すると、苻宏は李威の補佐の下長安を守備した。
苻堅は丞相王猛に絶大な信頼を寄せており、常々苻宏や長楽公苻丕へ「汝らが王公（王猛）に仕える事は、我に仕えるのと同じであるぞ」と言っていた。建元11年（375年）7月、その王猛が病没すると、苻堅の悲しみぶりは大変なものであり、葬儀に際しては三度に渡って慟哭した。そして苻宏に向かって「天は我に中華を統一させたくないというのか？何故我から景略をこんなに速く奪ったのだ！」と嘆いたという。
建元18年（382年）、苻堅は東晋征伐に強い意欲を燃やしており、群臣はこれを再三諫めていたものの全く聞き入れなかった。11月、苻宏もまた進み出て「今、呉（東晋）は歳を得ており（歳星＝木星が江南地域を守護するとされる位置にあり）、伐つべきではありません。さらに晋主（孝武帝）は無罪であり、人をよく用いております。謝安・桓沖らとその兄弟はいずれも一方の俊才であり、君臣は力を合わせており、険阻なる長江もありますから、まだ図るべきではありません。今は、兵を養って粟を積み、暴主の出現を待ち、一挙にこれを滅すのです。もし今動いても功はなく、外においては威名を損ね、内においては資財を枯渇させるだけになってしまいます。古の聖王の行師とは、必誠を判断し、その後にこれを用いました。彼がもし長江を頼みとして固く守り、江北の百姓を江南に移し、清野に城を増やし、門を閉じて戦に応じなければ、我らは徒に疲弊するだけです。彼が弓を引かなければ、土地の疫病にも侵され、長く留まる事は出来ません。陛下はこれをどうお考えでしょうか」と問うた。苻堅はこれに「往年、車騎（王猛）が燕（前燕）を滅した時も、歳が侵していたがこれに勝利したぞ。天道とは幽遠であり、汝が理解できる所ではない。昔、始皇が六国を滅ぼした時、その王はいずれも暴君であったというのかね。それに我の心は久しく前より決まっている。兵を挙げれば、必ずや勝利するであろう。どうして無功に終わろうか！我は蛮夷に内から攻めさせ、さらに精甲・勁兵で外から攻撃する。内外からこのようになれば、勝てない事があろうか！」と反論した。沙門の釈道安もまた「太子の言が正しいです。願わくば陛下がこの意見を容れる事を」と諫めたが、結局苻堅は聞き入れなかった。

### 長安を放棄
建元19年（383年）、苻堅は江南征伐を敢行し、総勢100万を超すともいわれる兵力を動員して建康に迫ったが、淝水の戦いで歴史的大敗を喫してしまった。これにより中華統一の夢は断たれることとなり、さらに前秦に服属していた諸部族の謀反を引き起こしてしまった。元前燕の皇族であった慕容沖もまた苻堅に反旗を翻して西燕を興すと、大軍を率いて長安城を包囲するに至った。
建元21年（385年）1月、西燕の尚書令高蓋が渭北の諸砦を荒らし回ると、苻宏は出撃して成貳壁に進んで高蓋を迎え撃ったが、大敗を喫して3万人が戦死した。
この時、長安は大飢饉により、人々が互いに食い合う有様であり、陥落するのは既に時間の問題であった。
5月、長安の城中には『古符伝賈録』という書があり、そこには『帝は五将を出でて、久長を得る」と言葉があった。また、これより以前には「堅は五将山に入り、長を得る」という謡が流行っていた。その為、苻堅はこれを大いに信じ、苻宏へ「この言の通り脱する事が出来れば、あるいは天が導いているかもしれん。今、汝をここに留めて軍事・政事の全て委ねる。賊と利を争うような事はするな。朕が隴を出たならば、兵を集めて兵糧と共に送り届けよう。これこそ、天からの啓示である」と告げ、苻宏に長安防衛を命じると共に、自らは中山公苻詵・張夫人・2人の娘苻宝・苻錦を伴って城を出立し、五将山へ向かった。そして州郡へは、10月に長安救援に向かうと宣言した。

### 東晋へ亡命
6月、後事を託された苻宏であったが、彼は既に守り切る事は不可能であると考えていた。その為、長安を放棄すると、数千騎を率いて母・妻・宗室と共に西の下弁へ逃走した。これにより百官は逃散してしまい、司隷校尉権翼を始め、数百人が後秦へ亡命した。こうして慕容沖は長安へ入城すると、配下の兵に大々的に略奪を命じたので、計り知れないほどの民が虐殺された。
7月、長安から脱出した苻宏は下弁へ逃げたが、南秦州刺史楊璧は入城を拒んだので、方針を変えて武都へ向かった。楊璧の妻は順陽公主（苻堅の娘）であり、彼女は夫を棄てて苻宏に付き従った。苻宏は武都へ到達すると、豪族である強熙の助けを借りて東晋へ亡命した。東晋朝廷は詔を下し、苻宏を江州へ住まわせた。
同時期、五将山へ逃走した苻堅は羌族酋長の姚萇に捕らえられ、やがて殺害された。これを受け、鄴を鎮守していた庶長子の苻丕（苻宏の異母兄）が帝位を継いだが、苻丕もまた太元11年（386年）9月に洛陽を攻撃した際、東晋の将軍馮該に敗れて戦死した。皇太子苻寧・長楽王苻寿らは捕らえられて建康に送られ、その処遇については苻宏に委ねられた。
その後も苻宏は東晋に仕えて役職を歴任し、その官位は輔国将軍にまで至った。

### 桓玄の側近
東晋の権力者である桓玄が江州刺史に赴任すると、苻宏は彼と関係を深めてその麾下となった。
隆安3年（399年）12月、桓玄と対立していた荊州刺史殷仲堪が配下の殷遹に水軍7千を与えて西の江口へ進ませると、桓玄の命により、苻宏は郭銓と共にこれを撃ち、殷遹らを敗走させた。
その後、桓玄の専横を危惧した朝廷より桓玄討伐の詔が下されると、桓玄は先んじて建康へ向けて軍を発し、苻宏もまたこれに従軍した。
元興元年（402年）2月、桓玄が姑孰へ進出すると、その命により苻宏は馮該・皇甫敷・索元らと共に歴陽を攻めた。襄城郡太守司馬休之は城を固守したので、苻宏らは洞浦を遮断し、豫州の船を焼き払った。豫州刺史譙王司馬尚之（司馬休之の兄）は歩兵9千を率いて浦上まで進出し、さらに武都郡太守楊秋を横江に駐屯させたが、楊秋は桓玄軍に降伏した。これにより司馬尚之の兵は自潰し、司馬尚之もまた泥の中を逃げ去ったが、苻宏らはこれを捕らえた。さらに、決戦を挑んで出撃した司馬休之を返り討ちにし、司馬休之は城を放棄して逃走した。その後、桓玄は建康へ入城を果たすと、国権を完全に掌握した。
元興2年（403年）11月、桓玄は帝位を簒奪して楚帝を称した（桓楚）が、劉裕・劉毅・何無忌はこれに反発して桓玄に反旗を翻した。
元興3年（404年）4月、桓玄は諸軍を率いて舟艦200でもって江陵を発つと、苻宏は梁州刺史に任じられ、軍の前鋒となった。だが、桓玄は反乱軍に敗れ去り、建康を脱出して西へ逃れたところを益州都護馮遷によって殺害された。苻宏は桓玄が敗死した後も、桓玄の余党と結託して交戦を継続した。
義熙元年（405年）1月、苻宏は桓振・桓亮らと共に安成・廬陵に侵攻した。劉敬宣は将兵を派遣してこれを討たせると、苻宏は湘中へと逃亡した。3月、苻宏は桓振と共に城を出ると、江陵を強襲してこれを破ったが、沙橋において劉懐粛が繰り出した討伐軍に敗れた。5月、苻宏は桓亮と共に再び湘中へ侵攻し、太守や長吏10数人を殺害した。これを受け、劉毅・劉道規・檀祗らは大々的に苻宏討伐に乗り出し、苻宏は湘東において敗北を喫し、戦死した。